# Matt McKay
Matt Mckay (Brisbane, 11 gennaio 1983) è un ex calciatore australiano, di ruolo centrocampista.

## Palmarès

### Competizioni nazionali
- Campionato australiano: 2

Brisbane Roar: 2010-2011, 2013-2014

### Nazionale
- Coppa d'Asia: 1

2015